# Řadová loď

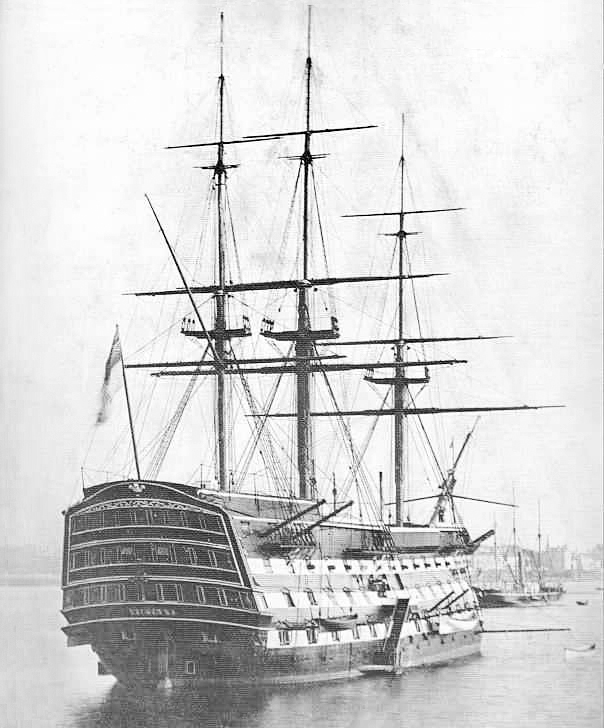
Řadová loď HMS Victory v Portsmouthu v roce 1884

Řadová loď je typ historické válečné lodi, určené pro boj v linii. Tyto lodě byly používány od zavedení řadové taktiky v polovině 17. století až do poloviny 19. století. Jednalo se o nejtěžší lodě válečných loďstev, vyzbrojené několika desítkami děl, umístěnými na několika palubách nad sebou. Řadové lodě pluly obvykle v bitvě v kýlové linii (tj. v řadě za sebou, odtud jejich název). Řadové lodě vymizely s nasazením parních a pancířem chráněných lodí ve 2. polovině 19. století. V Německu se název velká řadová loď používal ve 20. století pro označení dreadnoughtu.
Termín „řadová loď“ se také někdy používá k označení predreadnoughtů.

## Vznik, vývoj a taktika

Graf vývoje velikosti (výtlaku) řadových lodí 1. třídy Royal Navy v letech 1630 až 1875 (modrá). Pro srovnání byly přidány první parou poháněné řadové lodě (oranžová a červená) a první obrněnce (zelená a cyan) z 2. poloviny 19. století

Až do poloviny 17. století byla po konstrukční stránce převládajícím typem vojenské lodě galeona. Už v 16. století začaly změny v její konstrukci. Galeony byly vyzbrojené širokou škálou děl s různou municí. Z důvodu stability lodí byla však použita děla malého kalibru. Vojenská taktika byla v 16. století stejná jako v předcházejícím období. Poté, co dělostřelectvo zničilo nástavby lodí, ve kterých bylo umístěno vojsko a větší část dělostřelectva, došlo k dobytí nepřátelského plavidla.
Vynález střílny v podpalubí však problém malého počtu těžkých děl s delším dostřelem vyřešil. To vedlo i ke změně taktiky. Přesunem děl do podpalubí se mimo jejich počtu zvýšila i stabilita lodě. Střílny v podpalubí poskytly dělostřelcům i podstatně lepší ochranu před střelami z lehkých děl nepřítele.
Změnu v taktice boje předznamenali Angličané, kteří zavedli souboje na větší vzdálenost bez srážky nebo kolizí - tzv. „stand-off tactics“. Tato taktika se ukázala úspěšná už při prvním použití, při souboji anglického loďstva se španělskou Armadou, která měla provést invazi do Anglie. I když španělské loďstvo překvapilo protivníka rychlým přesunem, následné tři dny trvající boje vyzněly ve prospěch anglického námořnictva. Anglické menší a obratnější galeony se silnou dělostřeleckou výzbrojí z dálky pálily po lodích nepřítele, který se marně snažil o přiblížení, aby využil větší počet vojska na palubě.
Po třech dnech se Španělé stáhli, ale to byl jen začátek změny taktiky. Termín řadová loď se začal používat v druhé polovině 17. století. Rozdělení tehdy sloužilo pro lepší taktické použití, proto se v tom čase stávalo, že jedna loď byla zároveň označovaná jako galeona i jako řadová loď. Podle anglických námořních historiků byla první skutečnou řadovou lodí HMS Prince Royal, která byla spuštěna na vodu v roce 1610. Loď měla délku 33,5 m a děla byla rozmístěna na třech palubách.
Řadová taktika se ustálila v 17. století během válek o námořní nadvládu Anglie s Holandskem. Eskadry vojenských plavidel se skládaly z řadových lodí, které měly přibližně podobnou velikost. Při boji pluly v jedné linii a manévry prováděly současně, tak jak to odpovídalo taktice. V boji využívaly sílu bočních baterií. Vojenská eskadra bývala rozdělená na přední, hlavní a zadní voj. Dělostřelectvo již bylo hlavní zbraní.
Eskadra lodí v řadové formaci se snažila manévrovat, tak aby měla lepší pozici pro boj. Dělostřelecký souboj zpravidla probíhal ve vzdálenosti 250 až 500 metrů. Z důvodu náročnosti boje se uplatňoval tvrdý výcvik. Z této taktiky se časem stala pevně daná pravidla pro vedení námořních bitev. Hlavně díky výcviku posádek dosáhli britští námořníci na moři významných úspěchů. Přestože Španělsko, Nizozemsko a Francie vybudovaly obrovské loďstvo, byly jen zřídka schopny přizpůsobit se dovednosti britských námořních posádek. Tyto posádky vynikaly z části proto, že trávily mnohem více času na moři a měly lepší stravu.

## Úpadek
Po roce 1815 začal postupně význam řadových lodí upadat. K velkým námořním bitvám docházelo ojediněle a větší část operací plnily menší lodě (např. fregaty). V polovině 19. století ještě vznikly první řadové lodě vybavené parním pohonem (první francouzská v roce 1850). Během Krymské války při ostřelování Sevastopolu byly použity s úspěchem první lodě chráněné pancířem. Dřevěné plachetnice zestárly a byly nahrazeny novými pancéřovanými loděmi s parním pohonem.